# Naturalienkabinett
Naturalienkabinett, auch Naturalienkammer oder Naturaliensammlung, ist eine für das 18. Jahrhundert typische Bezeichnung für eine Sammlung von Gegenständen aus den drei Reichen der Natur, „welche gemeinhin wissenschaftlich geordnet und zum Behufe des Studiums der Naturgeschichte, bisweilen auch aus Prachtliebe oder zum Vergnügen der Dilettanten aufgestellt sind“ (Oeconomische Encyclopädie, Bd. 101). Gegenstück des Naturalienkabinetts ist die Wunderkammer, in der nicht „Meisterwerke“ der Natur, sondern die Meisterwerke von Handwerk und Kunst gesammelt und systematisch ausgestellt waren. Naturalienkabinette gingen im 19. Jahrhundert meist in Naturkundemuseen auf.

### K.k. Hof-Naturalienkabinette
- Josef Natterer

### Museum Boltenianum
- Joachim Friedrich Bolten
- Peter Friedrich Röding

### Museum Geversianum
- Abraham Gevers
- Friedrich Christian Meuschen

### Museum Gronovianum
- Laurens Theodor Gronovius
- Friedrich Christian Meuschen

### Museum Richterianum
- Johann Christoph Richter

### Museum Schaefferianum
- Jacob Christian Schäffer

### Museum Tessinianum
- Carl Gustaf Tessin
- Carl von Linné

### Naturalienkabinett Bayreuth
- Martin Frobenius Ledermüller
- Peter Christian Wagner

### Naturalienkabinett Beurer, Nürnberg
- Johann Ambrosius Beurer

### Naturalienkabinett Beuth, Düsseldorf
- Franz Beuth
- Hermann Joseph Friedrich Beuth

### Naturalienkabinett Blank, Würzburg
- Bonavita Blank

### Naturalienkabinett Boeber, Sankt Petersburg
- Johann von Böber

### Naturalienkabinett Büttner, Jena
- Christian Wilhelm Büttner

### Naturalienkabinett Darmstadt
- Johann Jakob Kaup

### Naturalienkabinett Dillner, Regensburg
- Georg Sebastian Dillner

### Naturalienkabinett Gottwald, Danzig
- Christoph Gottwald
- Johann Christoph Gottwald

### Naturalienkabinett Hoeninghaus, Krefeld
- Friedrich Wilhelm Hoeninghaus

### Naturalienkabinett Lang, Augsburg
- Heinrich Gottlob Lang

### Naturalienkabinett Lyonet
- Pieter Lyonet

### Naturalienkabinett Mannheim
- Cosimo Alessandro Collini

### Naturalienkabinett Schedel, Würzburg
- Aloys Schedel

### Naturalienkabinett Schmidt, Gotha
- Friedrich Christian Schmidt

### Naturalienkabinett Vogt, Bamberg
- Johann Michael Vogt

### Naturalienkabinett Waldenburg
- Basilius Besler

### Naturalienkabinett Will, Freiburg im Breisgau
- Franz Ferdinand Will

- Karte mit allen verlinkten Seiten:
- OSM |
- WikiMap